# Getowt
Getowt  herbu Topacz  (ur. w XIV w., zm. w XV w.) – bojar litewski, adoptowany podczas unii horodelskiej (1413).

## Życiorys
W 1413 roku podczas unii horodelskiej doszło do przyjęcia przez polskie rodziny szlacheckie, bojarów litewskich wyznania katolickiego (tzw. adopcja herbowa). Jednym z ważniejszych dowodów tamtego wydarzenia jest istniejący do dziś dokument, do którego przyczepione są pieczęcie z wizerunkami herbów szlacheckich.

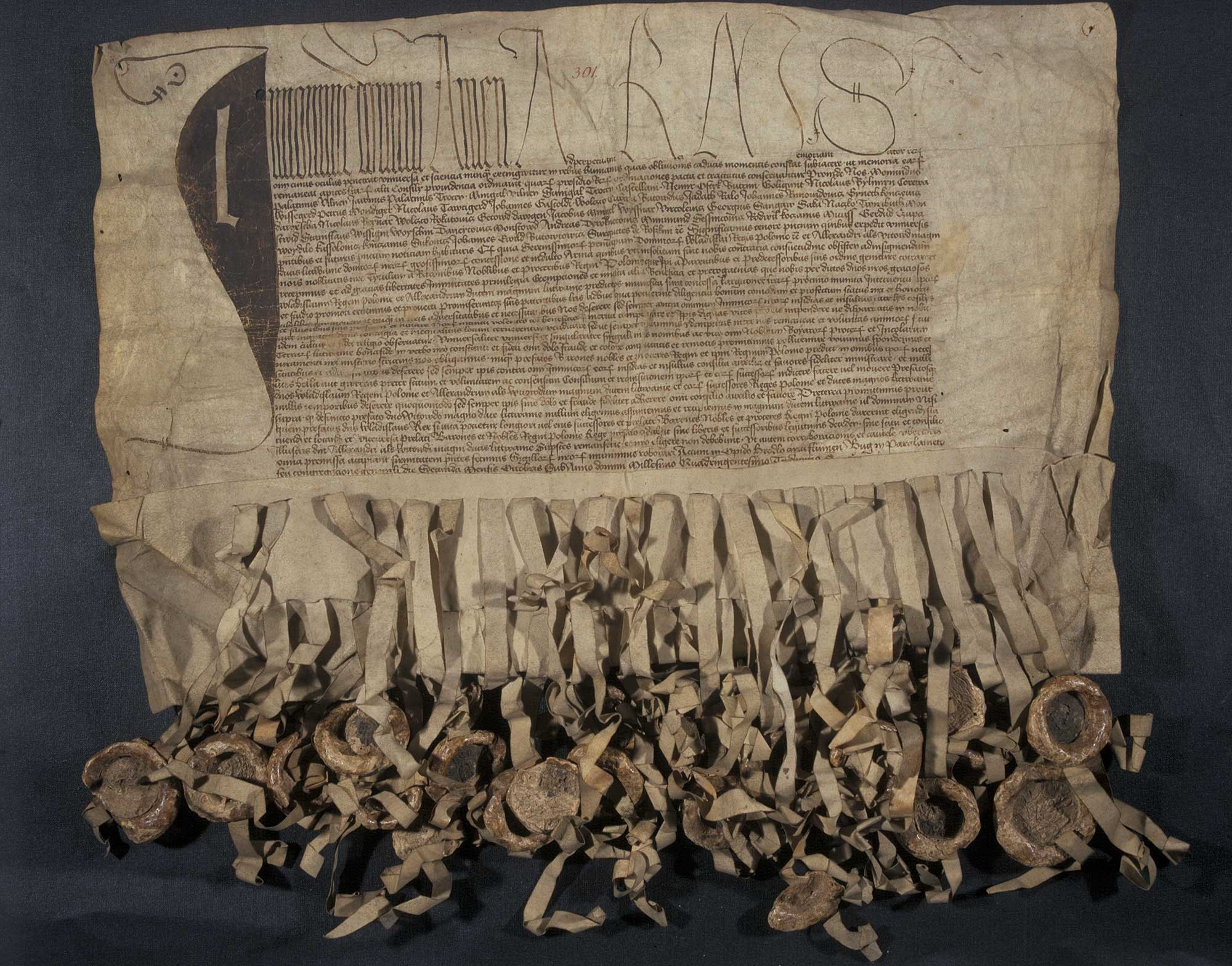
Dokument unii horodelskiej z 1413 roku z przyczepionymi pieczęciami

Z dokumentu dowiadujemy się o istnieniu Getowta, który został adoptowany przez przedstawicieli Topaczy. Przywiesza on swą pieczęć z herbem Topacz do aktu unii, w którego otoku znajduje się gotycki zapis:

† ∙S∙Getawt...

Polski historyk, Władysław Semkowicz, spekuluje, że omawiany Getowt może być tą samą osobą, co Gettoth, komornik birsztański, pojawiający się w dokumentach z 1409 roku, kiedy to wraz z innymi wodzami litewskimi zajmował Żmudź. Nie jest też pewne czy jego synem nie był przypadkiem Dorgys Getowtowycz, który sprzedał w 1449 roku za 70 grz. pewnemu Piotrowi, pełniącemu funkcję kuchmistrza u biskupa wileńskiego Macieja, Łosice znane później jako Wasilewo, wraz z rzeką Sleplą alias Podlasną.